# Blahivka, Rovenkî
Blahivka (în ucraineană Благівка) este localitatea de reședință a comunei Blahivka din orașul regional Rovenkî, regiunea Luhansk, Ucraina.

## Demografie
Componența lingvistică a localității Blahivka
     Ucraineană (86,32%)
     Rusă (11,57%)
Conform recensământului din 2001, majoritatea populației localității Blahivka era vorbitoare de ucraineană (86,32%), existând în minoritate și vorbitori de rusă (11,57%).